# Stephanshart
Stephanshart ist eine Ortschaft und Katastralgemeinde von Ardagger und liegt im Mostviertel in Niederösterreich. Die Ortschaft hat 1087 Einwohner (Stand 1. Jänner 2025). Bis Ende 1970 war Stephanshart eine eigenständige Gemeinde.

## Geographie
Die Katastralgemeinde Stephanshart besteht neben dem Ortskern aus den Rotten Empfing, Hundertleiten, Albersberg, Hebmannsberg, Hinterholz, Leitzing, Moos, Zeitlbach, der Streusiedlung Hausleiten sowie mehreren Einzellagen.

## Geschichte
Stephanshart wird urkundlich erstmals 1111 als „Stefinishart“ erwähnt. Der Name bedeutet „Wald, der zum Stephansdom in Passau gehört“. „Hart“ ist das mittelhochdeutsche Wort für harter, fester Waldboden.
Wie früher bekannt und heute noch gut erkennbar, floss die Donau jahrhundertelang an Stephanshart vorbei. Zur Zeit der Kreuzzüge waren die Gefahren des Strudengaues schon bekannt. Aus diesem Grund gab es als letzte Raststelle vor dem Strudengau einige Anlandestellen in Ardagger, einige davon in Stephanshart. Haftpflöcke, die zum Abbremsen und Anbinden der anlandenden Schiffe und Flöße dienten, wurden um 1880 noch an der Lände vom Zehethof beseitigt. Seit 1787 fließt die Donau etwas nördlicher und teilt das Machland in einen nördlichen und einen südlichen Teil.
Die Nähe zur Donau war Fluch und Segen für viele Generationen. Steigender Lebensstandard und Wohlstand führten aber schließlich zu einer einzigartigen Aussiedlungsaktion.
Beim Katastrophenhochwasser im Jahr 1954 waren 62 Häuser bis zur Firsthöhe im Wasser eingeschlossen und nachher so gut wie unbewohnbar. 1971 begann die europaweit größte Aussiedlung der NÖ Landesregierung in der Stephanshart Au: In drei Etappen wurden mehr als 50 Anwesen in hochwassersicheres Gebiet umgesiedelt. Die Umsiedlungsaktion wurde durch die Jahrhunderthochwässer von 2002 und 2013 erweitert und beschleunigt. Zur Erinnerung an diese Aussiedlung wurde 1992 ein Gedenkstein zur Erinnerung an die ehemaligen Wohnstätten in der „Au“ errichtet und eingeweiht.
Im Zuge der Niederösterreichischen Kommunalstrukturverbesserung wurden mit 1. Jänner 1971 die bis dahin selbständigen Gemeinden Kollmitzberg, Ardagger und Stephanshart zu Ardagger-Stephanshart fusioniert. Mit 1. Jänner 1972 wurde die entstandene Gemeinde Ardagger-Stephanshart in Ardagger umbenannt.

## Öffentliche Einrichtungen
In Stephanshart gibt es einen Kindergarten.

## Kirche

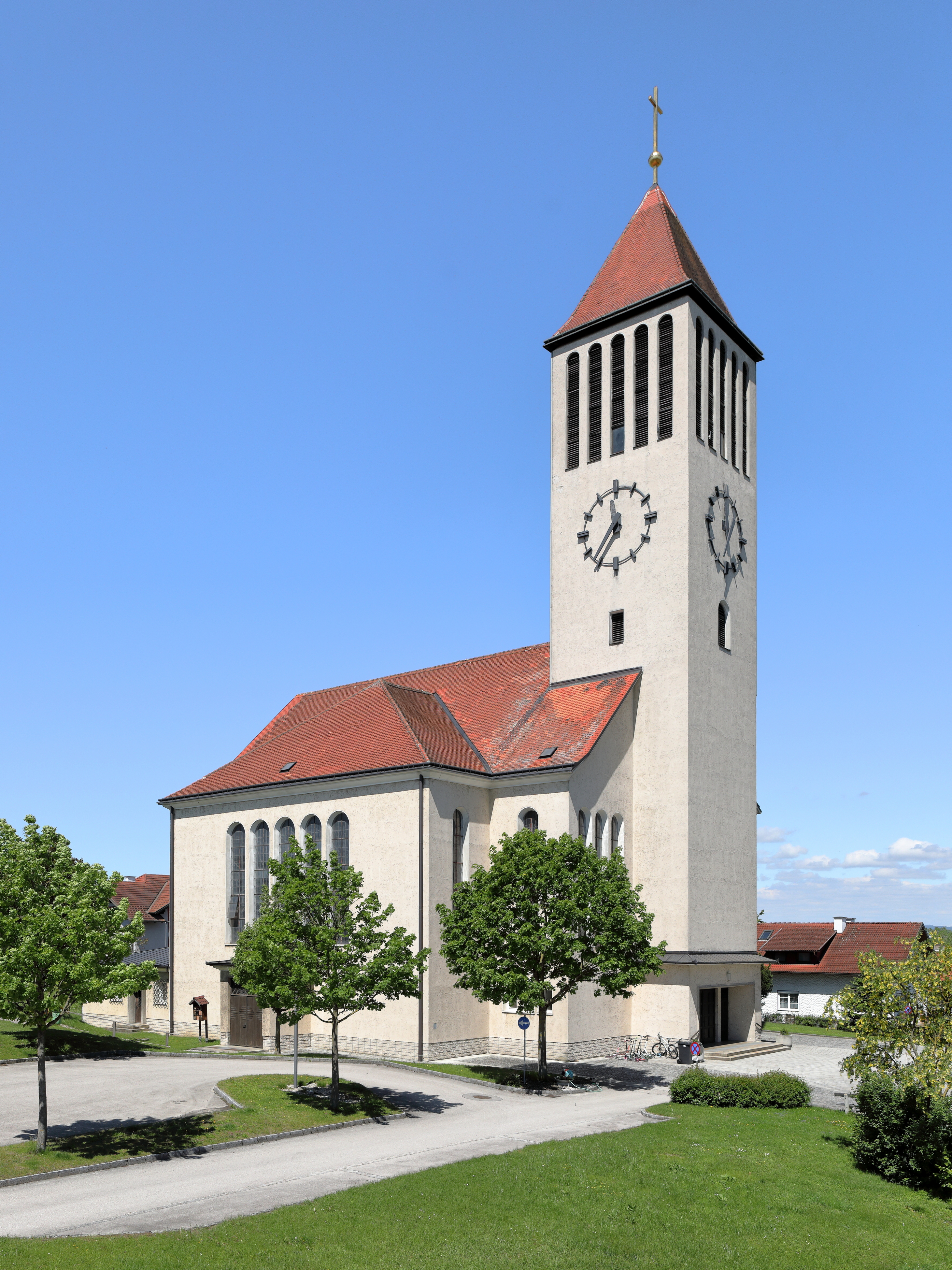
Südostansicht der Kirche

1497 wurde der Neubau einer Steinkirche vollendet. Dies war eine dreischiffige Hallenkirche. Sie hatte ein Netzrippengewölbe mit Zierrippen auf Halbsäulen. Dieses Gotteshaus stand damals direkt neben dem „Moar-Hof“ mitten im Ort. Nach jahrelangen vergeblichen Stabilisierungs- und Restaurierungsversuchen wegen Abrutschgefahr musste diese Kirche 1957 gesperrt und im Jahre 1962 gesprengt und abgetragen werden.
Die neue Kirche wurde 1959 eingeweiht und ist ein klar gegliederter Baukörper mit weiträumigem Hauptschiff und schmalen Seitenschiffen. Der im Osten vorgelagerte Turm mit Pyramidendach krönt den Haupteingang. Hohe, schmale Rundbogenfenster lassen viel Licht in den Raum, der von einer Betonkassettendecke überspannt ist. Die künstlerische Einrichtung ist großteils aus der alten Kirche übernommen. Die Chorwand zeigt ein Sgraffito von Robert Herfert aus dem Jahr 1959. Von der alten Kirche stammen der gotische Taufstein, die spätbarocken Seitenaltarbilder, Glasfenster aus dem 19. Jahrhundert und eine alte Kirchenglocke aus dem Jahr 1573.
In den folgenden Jahren entstand um diese Kirche eine neue Siedlung.

## Verschönerungsverein
1976 wurde ein Verschönerungsverein gegründet. Stephanshart erreichte 1977/1978 den ersten Preis im Blumenschmuckwettbewerb von NÖ und 1980 wurde man bei demselben Europasieger.

## Persönlichkeiten
- Hans Höller (1883–1963), Bankdirektor, Politiker und Abgeordneter zum Landtag